# قائمة الاضطرابات النفسية
فيما يلي قائمة بالاضطرابات النفسية على النحو المحدد في DSM وICD.
الدليل التشخيصي والإحصائي للاضطرابات النفسية (DSM) هو المرجع القياسي للجمعية الأمريكية للأطباء النفسيين الذي يتضمن أكثر من 450 تعريفا مختلفا للاضطرابات النفسية. التصنيف الدولي للأمراض (ICD) الذي نشرته منظمة الصحة العالمية هو النظام الدولي الموحد لتصنيف جميع الأمراض الطبية. ويتضمن أيضا قسما عن الاضطرابات العقلية والسلوكية.
يتم مراجعة وتحديث معايير التشخيص والمعلومات في DSM وICD مع كل إصدار جديد. تحتوي هذه القائمة على الشروط التي يتم الاعتراف بها حاليا على أنها الاضطرابات النفسية على النحو المحدد في هذين النظامين. هناك خلاف في مختلف مجالات الرعاية الصحية النفسية، بما في ذلك مجال الطب النفسي، على التعاريف والمعايير المستخدمة لتحديد الاضطرابات النفسية. من دواعي قلق بعض المهنيين ما إذا كان ينبغي تصنيف بعض الإضطرابات النفسية على أنها «أمراض نفسية» أو ما إذا كان من الأفضل وصفها بأنها اضطرابات عصبية.

## أ
- إدمان البنزوديازيبين
- إدمان القمار
- أرق
- استعرائية
- اضطراب اكتئابي
- اضطراب الإحكام (التكيف)
- اضطراب التحدي الاعتراضي (ODD)
- اضطراب التشوه الجسمي
- اضطراب التعلق التفاعلي
- اضطراب الجسدنة
- اضطراب الحركة التكراري
- اضطراب الرحلات الجوية الطويلة
- اضطراب الشخصية الاجتنابي
- اضطراب الشخصية الانعزالية
- اضطراب الشخصية الانفصامية
- اضطراب الشخصية التمثيلي
- اضطراب الشخصية الحدي
- اضطراب الشخصية الفصامي
- اضطراب الشخصية المرتابة
- اضطراب الشخصية المعادية للمجتمع
- اضطراب الشخصية النرجسية
- اضطراب الشخصية الوسواسية (OCPD)
- اضطراب الشخصية
- اضطراب القلق الاجتماعي
- اضطراب القلق العام
- اضطراب القلق
- اضطراب الكرب التالي للصدمة النفسية (PTSD)
- اضطراب النمو العصبي
- اضطراب النوم عند كبار السن
- اضطراب النوم
- اضطراب الهلع
- اضطراب الهوية الجنسية
- اضطراب تبدد الشخصية
- اضطراب تعاطي المواد الأفيونية
- اضطراب جسدي الشكل
- اضطراب ذو اتجاهين
- اضطراب عاطفة موسمي
- اضطراب فصامي عاطفي
- اضطراب قلق الانفصال
- اضطراب مزاجي
- اضطراب نقص الانتباه مع فرط النشاط
- اضطراب نهم الطعام
- اضطراب وسواسي قهري (OCD)
- اضطرابات نمائية شاملة غير محددة (PDD-NOS)
- اعتداء جسدي
- اعتماد الكوكائين
- اعتماد على الكحول
- الشبق الاجتزائي
- ألم وهمي
- إنكار

## ت
- تأتأة
- تبدد الواقع
- تسحج عصبي
- تفاعل حاد للكرب
- توحد
- توهم مرضي

## ج
- جنون العظمة

## خ
- خرس اختياري
- خلل أداء تنموي
- خلل الحركة المتأخر

## د
- داء هنتنغتون
- دغر
- دوروية المزاج

## ذ
- ذهان

## ر
- رهاب الاحتجاز
- رهاب الخلاء
- رهاب محدد
- رهاب

## س
- سرنمة
- سلوك معاد للمجتمع
- سوداء

## ش
- شذوذ الحركة
- شلل النوم
- شوفينية

## ص
- صرع

## ض
- ضغط نفسي

## ع
- عسر الجماع
- عسر الحساب
- عسر القراءة
- عمه العاهة
- عنانة

## ف
- فجع
- فرط النوم مجهول السبب
- فصام
- فقد الذاكرة الجوبي
- فقدان الذاكرة نفسي المنشأ
- فقدان الذاكرة
- فقدان الشهية العصابي
- فيتيشية جنسية

## ق
- قذف مبكر

## ك
- كذب مرضي
- كمالية (علم نفس)

## ل
- لعنة أوندينه

## م
- ماسوشية
- متلازمة أسبرجر
- متلازمة انسحاب البنزوديازيبين
- متلازمة انسحاب كحولي
- متلازمة جانسر
- متلازمة ديوجانس
- متلازمة ستوكهولم
- متلازمة فريجولي
- متلازمة كورساكوف
- متلازمة مونخهاوزن
- متلازمة وهم كوتار
- مرض آلزهايمر
- مرض باركنسون
- معاقرة الكحول
- ميسوفونيا

## ن
- نهام عصبي
- نوبة اكتئاب عظمى
- نوم قهري

## هـ
- هذيان ارتعاشي
- هستيريا
- هلع النوم
- هوس الحرائق
- هوس العشق
- هوس الكتب
- هوس نتف الشعر
- هوس

## و
- وحم
- وظائف فكرية حدودية